# Wilhelm Behncke (Politiker)
Heinrich Wilhelm Behncke (* 9. Februar 1809 in Nienburg, Königreich Hannover; † 31. März 1880 in Berlin) war ein deutscher Richter und Politiker.

## Leben
Behncke, der evangelischer Konfession war, studierte wie sein Vater, der Justizrat war, von 1826 bis 1829 Rechtswissenschaften an der Universität Göttingen. Nach dem Studium war er von 1829 bis 1832 Auditor bei der Justizkanzlei in Haselünne. Von 1832 bis 1846 arbeitete er als Assessor bei der Justizkanzlei Haselünne, seit 1837 in Hildesheim. Zwischen 1846 und 1852 war er Justizrat bei der Justizkanzlei Hannover, bevor er von 1852 bis 1853 Obergerichtsvizedirektor am Obergericht Nienburg wurde. Zwischen 1853 und 1867 war er Oberappellationsgerichtsrat. Er war zunächst am Oberappellationsgericht Hannover und seit 1859 am Oberappellationsgericht Celle tätig. Ab 1867 war er Oberappellationsgerichtsrat am Oberappellationsgericht Berlin, dann Obertribunalrat am Preußischen Obertribunal. 1875 trat er in den Ruhestand in Berlin.

## Politik
Vom 8. Februar 1849 (als Nachfolger von Carl Otto Dammers) bis zum 21. Mai 1849 gehörte er für den Wahlkreis Königreich Hannover 4 (Nienburg) der Frankfurter Nationalversammlung an. Im Parlament blieb er fraktionslos und stimmte mit dem Rechten Centrum ab. Er gehörte zu den Abgeordneten die Friedrich Wilhelm IV. zum Kaiser der Deutschen wählten.
Im Juni 1849 nahm er an der Gothaer Versammlung teil. Von 1853 bis 1854 war er gewähltes Mitglied der 1. Kammer der Allgemeinen Ständeversammlung des Königreichs Hannover. Von 1864 bis zum Ende des Königreichs Hannover 1866 war er Mitglied der 2. Kammer der Allgemeinen Ständeversammlung des Königreichs Hannover.